# Songs of Praise
Songs of Praise is een televisieprogramma van BBC Television. In het programma worden christelijke liederen ten gehore gebracht in kerken van verschillende denominaties in het Verenigd Koninkrijk.

## Geschiedenis
Tot aan 1972 had de Postmaster General de bevoegdheid te bepalen wat en wanneer er werd uitgezonden op de Britse televisie. Zo waren televisie-uitzendingen op zondagavond tussen 18.15 uur en 19.25 uur verboden, omdat men vreesde dat kerkgangers de avonddienst zouden overslaan. In 1958 werd er een compromis gesloten tussen verschillende kerkgenootschappen en de Postmaster General waarin toestemming werd gegeven voor de productie van een religieus programma op dat tijdstip. Dat werd Songs of Praise. De eerste aflevering was in oktober 1961 vanuit de Tabernacle Baptist Church in Cardiff.
De gezangen worden afgewisseld met persoonlijke verhalen. Doorgaans werd elke week vanaf een andere locatie uitgezonden. De bezoekers werden gevormd door leden van koren. Tijdens de zomerstop werd Songs of Praise vervangen door een andere programma met een christelijke boodschap. Zo bestond het programma Your Songs of Praise Choice, later Praise Be! geheten, uit een samenstelling van liederen die in eerdere jaren ten gehore waren gebracht. Elk jaar, doorgaans in de maand april, zijn drie afleveringen gewijd aan de schoolkorencompetitie.
Opvallende locaties waarvandaan is uitgezonden zijn onder andere Strangeways Prison in oktober 1982, de Falklandeilanden in januari 1983 en St. Patrick's Cathedral in New York. Op de eerste zondag van het jaar 2000 werd Songs of Praise opgenomen in het Millenium Stadium in Cardiff, met zestigduizend bezoekers erbij. Een uitzending vanuit de "jungle" nabij het Franse Calais leidde tot kritiek omdat Songs of Praise zich zou laten gebruiken voor "politieke propaganda". De aartsbisschop van Canterbury Justin Welby verdedigde de BBC. Volgens hem was de uitzending in lijn met de leer van de kerk over armoede.
Sinds 2014 kent het programma een nieuw format. Zo wordt er niet meer op een vaste locatie per aflevering opgenomen en is de zegen aan het einde verdwenen. Songs of Praise werd oorspronkelijk in de avond uitgezonden, sinds 2021 is het programma rond twee uur in de middag te zien.
Het samenzangprogramma kende op haar hoogtepunt vijf tot zes miljoen kijkers. Na de eeuwwisseling daalde dat aantal gestaag naar een miljoen. Ook in Nederland wordt Songs of Praise uitgezonden, oorspronkelijk door de IKON. Na het verdwijnen van die omroep nam de Evangelische Omroep het stokje over.